# Harmanda trimaculata
Harmanda trimaculata is een hooiwagen uit de familie Sclerosomatidae.